# Ragusa
Ragusa je italské město na Sicilíi a správní centrum územně-administrativní jednotky Volné sdružení obcí Ragusa. Město bylo v roce 1693 zničeno silným zemětřesením, po něm bylo přebudováno a z té doby pochází mnoho barokních památek.
V roce 2002 byla Ragusa spolu s dalšími sedmi sicilskými městy Caltagirone, Katánie, Militello in Val di Catania, Modica, Noto, Palazzolo Acreide a Scicli zařazena mezi kulturní památky světového dědictví UNESCO pod souhrnným názvem „Pozdně barokní města v údolí Val di Noto“.

## Vývoj počtu obyvatel
Počet obyvatel

## Partnerská města
- Asunción, Paraguay
- Dubrovnik, Chorvatsko
- Little Rock, USA
- Milano, Itálie
- Mosta, Malta
- Oise (department), Francie